# نفق سباتي
النفق السباتي (بالإنجليزية: Carotid canal)‏ أو القناة السباتية هي فتحة فتحة دائرية كبيرة موجودة على السطح الداخلي للعظم الصدغي، وراء سطح خشن من قمة، التي يصعد عموديا في الأولى، وبعد ذلك، مما يجعل منحنى، ويدير أفقيا إلى الأمام.

## المحتويات
ينقل النفق السبتاتي الشريان السباتي الباطن إلى الدماغ، والضفيرة السباتية العصبية.
الألياف الودية الذاهبة إلى الرأس تمر أيضا من خلال النفق السباتي. تقوم هذه الألياف الودية بعدة وظائف حركية: رفع الجفن (الجفن متفوقة العضلات)، تمدد بؤبؤ العين، التعصيب للغدد العرقية للوجه وفروة الرأس (بالإنجليزية: scalp)‏ ويضيق الأوعية الدموية الموجودة في الرأس.

## صور إضافية

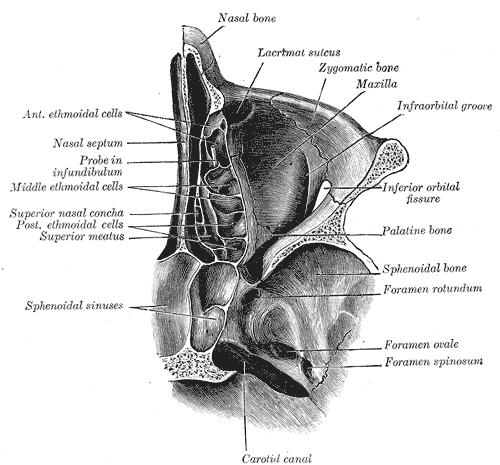
مقطع أفقي لجوفي الأنف والحجاج.
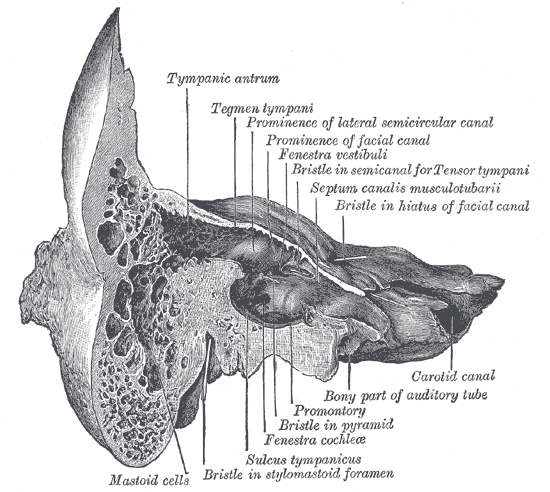
مقطع إكليلي (Coronal section) لعظم صدغي أيمن.
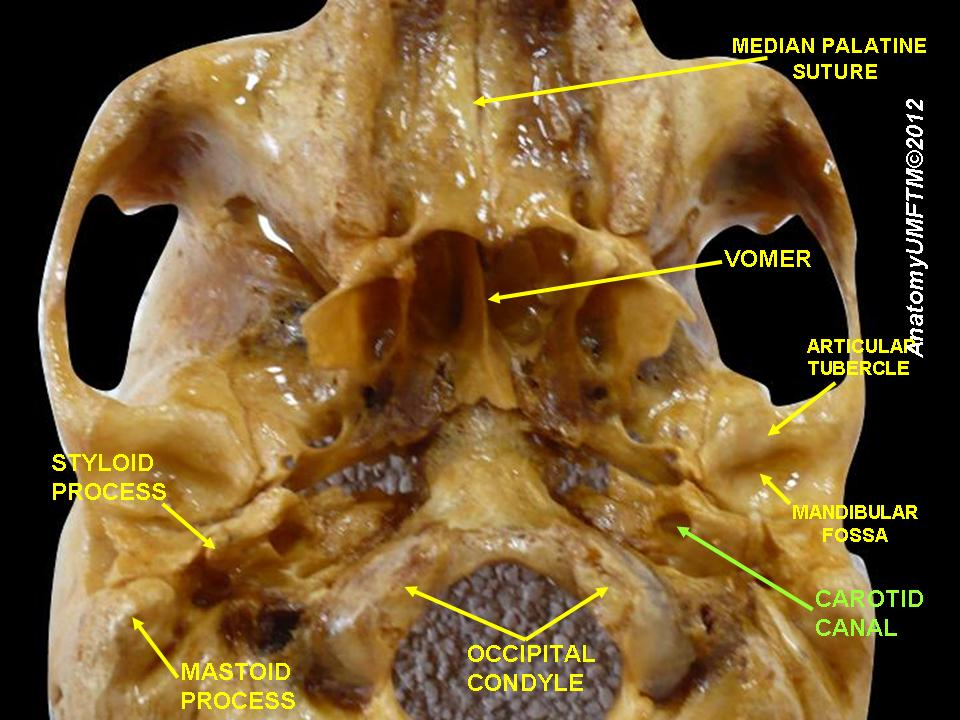
النفق السباتي.